# Robert H. Austin
Robert Hamilton Austin (* 1946 in St. Charles, Illinois) ist ein US-amerikanischer  Biophysiker.

## Leben
Austin studierte am Hope College in Holland (Michigan) und an der University of Illinois at Urbana-Champaign, wo er 1970 seinen Master-Abschluss in Physik machte und 1975 promoviert wurde. Als Post-Doc war er am Max-Planck-Institut für Biophysikalische Chemie in Göttingen. Ab 1979 war er an der Princeton University, wo er 1984 Associate Professor und 1989 Professor wurde.
Er befasste sich unter anderem mit Fraktionierung von DNS in mikrolithographischen Arrays, der Untersuchung von Energiefluss in Biomolekülen und ultraschneller diffusiver Mischung.
Er ist Fellow der American Physical Society (APS), der National Academy of Sciences (1999) und der American Association for the Advancement of Science (1998). 2002 stand er der Abteilung Biophysik der APS vor und war 2003 der Vertreter der USA in der IUPAP.
2005 erhielt er den Julius-Edgar-Lilienfeld-Preis für seine grundlegenden und kreativen Anwendungen fortgeschrittener Methoden der Experimentalphysik in der Biologie und für sein Geschick das Aufregende seiner Forschung einer breiteren Öffentlichkeit zu vermitteln. Im Jahre 2008 wurde er in die American Academy of Arts and Sciences gewählt. Für 2014 wurde ihm der Max Delbruck Prize zugesprochen. Er ist Herausgeber des Virtual Journal of Biological Physics und war Herausgeber für Biophysik bei Physical Review Letters.

## Schriften
- Herausgeber: Protein structure. Molecular and electronic reactivity, Springer 1987. ISBN 978-3-540-96567-1